# Liste der Bektaschi-Tekken in Albanien

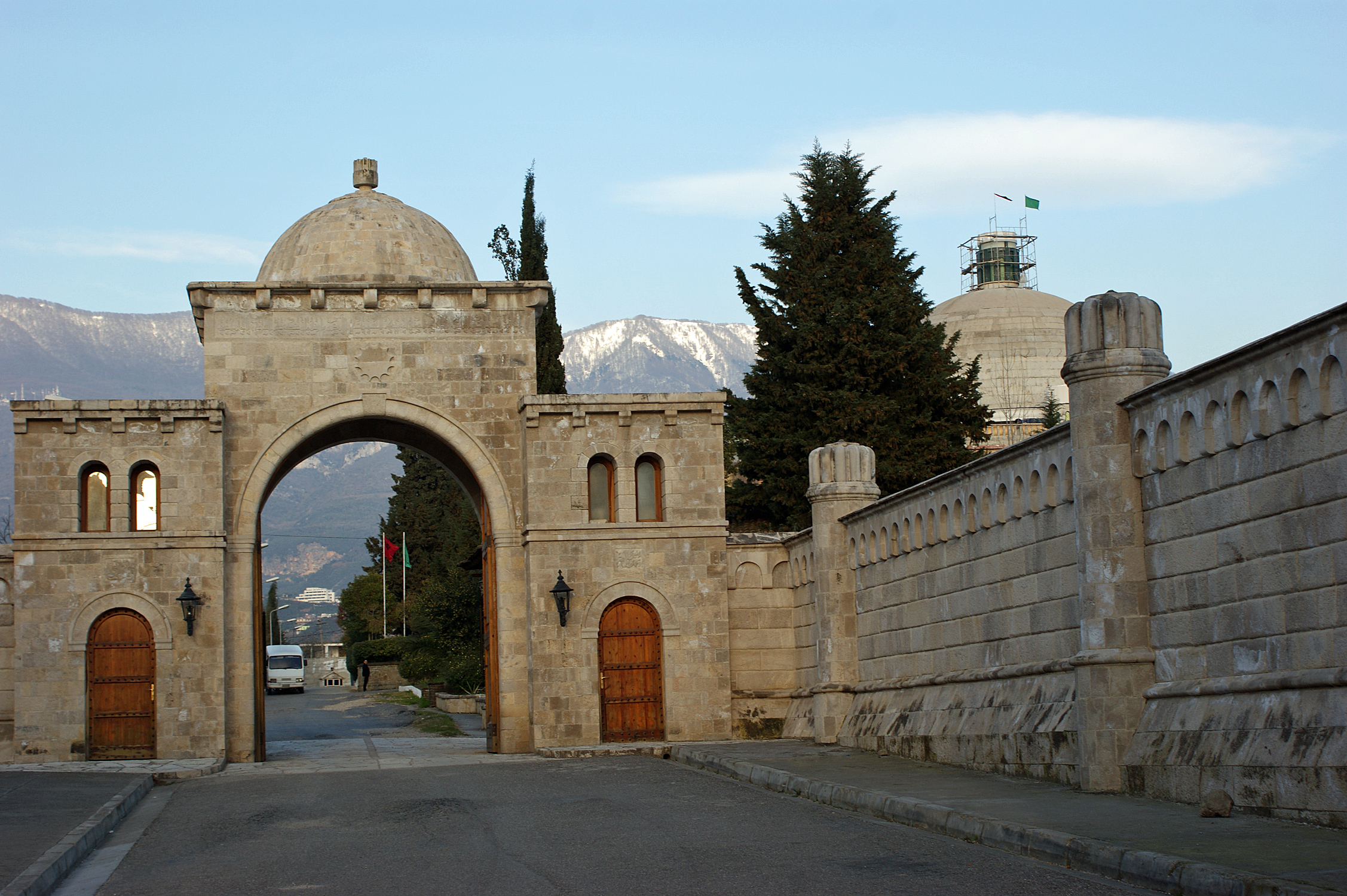
Das Bektaschi-Weltzentrum in Tirana

Die folgende Liste umfasst alle registrierten Bektaschi-Tekken in Albanien mit ihren Gründungsjahren und Vorstehern.
Seit 1925 ist das Weltzentrum der Bektaschi, der Sitz des Dedebaba, in Tirana. Albanien ist seit 1929 in sechs administrative Zonen unterteilt, denen je ein Dede (Großvater) vorsteht.

## Haupttekken
- Heiliger Sitz des Bektaschi-Weltzentrums (Dedebaba), Tirana, 1931, Sali Njazi Dede
- Tekke von Valias, Tirana
- Tekke von Arapaj, Durrës, 1962, Ahmet Myftar Dede
- Tekke von Kulmak, Tomorr, Skrapar, 1916, Dervish Iliazi

## GroßvaterschaftFushë-Kruja

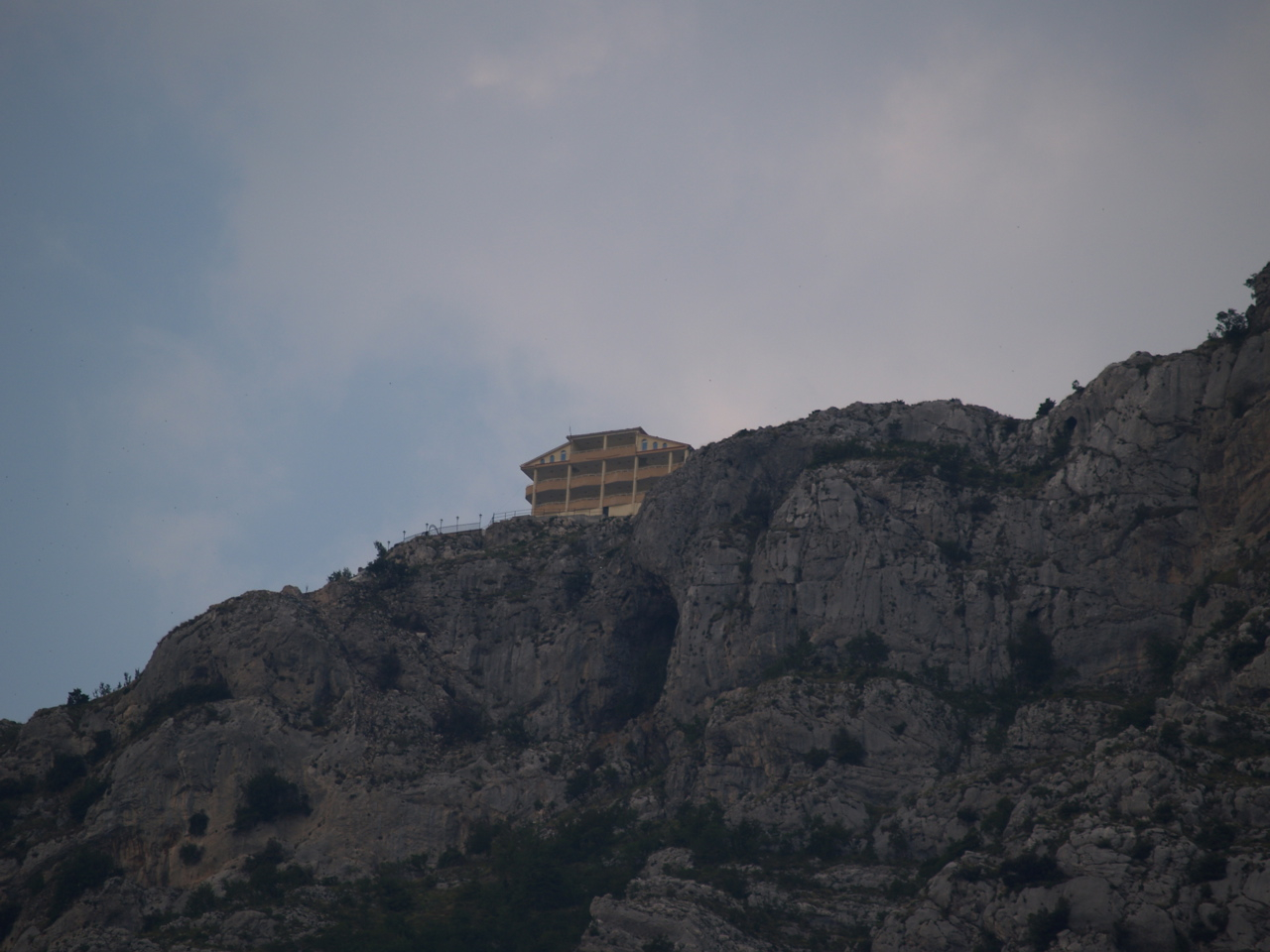
Gästehaus der Tekke von Sari Salltik

- Tekke von Fushë-Kruja, Kruja, 1562, Baba Ali
- Tekke von Gjorm, Mamurras, 1793, Hajdar Baba Matemi
- Tekke von Shullaz, Laç
- Tekke des Derwisch Shabani, Kruja, 1928, Dervish Shabani
- Tekke von Hysen Jajah Babai, Kruja, 1836, Haxhi Jahja Babai
- Tekke von Sari Salltik auf dem Berg von Kruja, 1330/1776
- Tekke von Zemzi Babai, Kruja, 1912
- Tekke von Veles, Kruja, 1912
- Tekke von Ball Efendi, Kruja, 1400
- Tekke von Çitoza, Kruja
- Tekke von Sansufa, Kruja
- Dollmatekke, Kruja, 1778
- Tekke von Abazaj, Kruja
- Tekke von Bllaca, Dibra, 1893, Baba Isufi
- Tekke von Bulqiza, Bulqiza, 1800, Baba Fejzë Bulqiza
- Tekke von Martanesh, Peshk, 1870
- Tekke von Ballëm Sulltan, Martanesh
- Tekke von Zerqan, Bulqiza
- Tekke des Kasëm Ali Sulltan, Shkodra, 1637, Baba Kasëm Ali Sulltani
- Tekke von Drisht, Shkodra, 1908, Baba Kamber
- Tekke auf dem Berg Deja, Lezha, 1867

## Großvaterschaft Elbasan
- Große Tekke, Elbasan, 1800, Xhefai Ibrahim Babaj
- Tekke von Baba Xhemal Turk, Elbasan
- Tekke von Pus (që lahet vetë), 1920
- Tekke von Dushk, Gramsh, 1898, Baba Ahmeti
- Tekke von Shembërdhenj, Gramsh, 1863, Baba Mustafai
- Tekke von Luz, Kavaja, Baba Sako
- Tekke von Baba Skënder, Lushnja
- Tekke von Baba Ali Horosan, 1543 (1927), Elbasan

## Großvaterschaft Korça

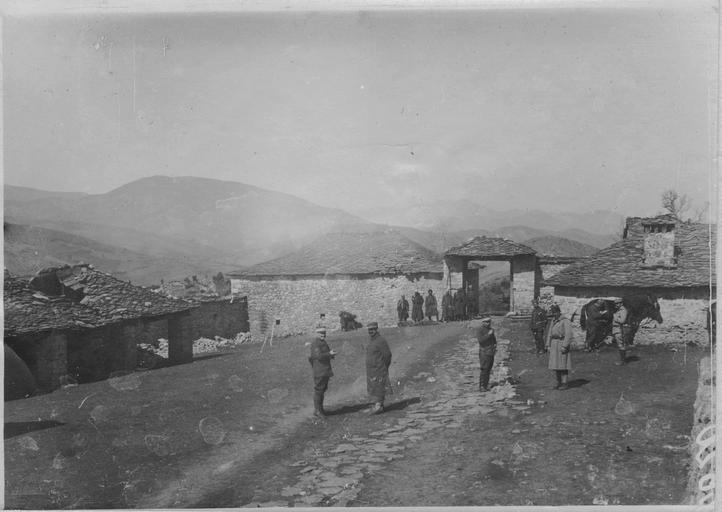
Tekke von Melçan 1917

- Tekke von Turan, Korça, 1812, Baba Saliu
- Tekke von Melçan, Korça, 1716
- Tekke von Vloçisht, Korça, 1912
- Tekke von Qatrom, Korça, 1770, Beqir Efendiu
- Tekke von Plasa, Korça, 1912
- Tekke von Pulaha, Korça
- Tekke von Lavdar, Korça, 1912
- Tekke von Mazreka, Korça, 1912
- Tekke von Vrepcka, Korça
- Tekke von Kuç, Devoll, 1450, Kasëm Baba, 1810
- Tekke von Poloska, Devoll, 1450, Kasëm Baba
- Tekke von Erseka, 1887, Baba Abedini
- Tekke von Vrepcka, Kolonja, 1912
- Tekke von Barmash, Kolonja, 1912, Baba Hasani
- Tekke von Erseka, 1883, Baba Sulejmani, 1852, Baba Hajdar, Konica
- Tekke von Straja, Kolonja, 1893, Hysen Babai
- Tekke von Kreshova, Kolonja, 1900, Hasan Babai
- Tekke von Qesaraka, Kolonja, 1620, Haxhi Baba Horosani
- Tekke des Dervish Aliu, Orgocka, Kolonja
- Tekke von Polena, 1911, Ismail Babai

## Großvaterschaft Prishta, Skrapar
Kreis Berat:
- Tekke von Baba Aliu, 1826, Baba Aliko
- Tekke von Kuman, 1912
- Tekke von Osmanzeza, 1405, Baba Elios
- Tekke von Plashnik, 1912
- Tekke von Velabisht
- Tekke von Vokopola
- Vendi i mirë, Çorrogjafa
- Tyrbe von Zhapokika

Kreis Skrapar:
- Derwischzentrum  Strenec des Derwisch Aliu
- Derwischzentrum  Qeshiba
- Zwei Tyrben in Kakos
- Mekami i Malindit
- Varri i mirë, Sevran i vogël
- Grab des Derwisch, Qafa e Martës
- Mekami des Derwisch Nura, Sevran i madh
- Tekke Çepan
- Tyrbe des Derwisch Muhamet, Zabërzan
- Tyrbe, Koprëncka
- Tekke des Derwisch Rexhep, Qafa
- Gjurma e Abaz Aliu, Taronina, Berg Çepan
- Gjurma e Abaz Aliu, Dërrasa e Kajcës, bei Prishta
- Gjurma e Abaz Aliu, Rodha
- Gjurma e Abaz Aliu, Dërrasën e Novajt
- Gjurma e Abaz Aliu bei Bargullas
- Tyrbe des Derwisch Zeqir, Osoja
- Derwischzentrum  Polena
- Tyrbe des Derwisch Alushi, Grepcka
- Tekke von Prishta
- Derwischzentrum, Vërzhezha
- Tyrbe des Derwisch Abedin, Spathara
- Tyrbe von Lavdar
- Tyrbe des Derwisch Alushi, Munushtir
- Tekke von Therepel
- Tekke von Çorovoda (Schule des Baba Xhafer Çorovoda), Çorovoda
- Tekke von Pronoivik, Poliçan
- Tyrbe Dobrush
- Tekke Kulmak des Derwisch Iliaz, Tomorr
- Tyrbe des Abaz Aliu, Çuka/Tomorr
- Tekke von Krushova des Baba Veliok, Krushova
- Tekke in Brerima (Winter) des Baba Xhafer, Gjerba
- Tekke von Kuç, Tomorrica
- Tekke von Çërrica
- Tekke von Straficka des Baba Meleqit

## Großvaterschaft Vlora
Kreis Mallakastra:
- Tekke von Aranitas, vor 1923
- Tekke von Corrusht, 1912
- Tekke von Drizar, 1900, Baba Xhelali
- Tekke von Fratar, 1912
- Tekke Grancia, 1900/1923, Nuri Babai
- Tekke von Greshica, 1860, Baba Hyseni
- Tekke von Hekal (Byllis), 1912
- Tekke von Kapaj, 1901, Baba Ismaili
- Tekke von Kremenar, 1905, Hasan Babai
- Tekke von Kutaj, 1923, Rifat Babai
- Tekke von Cakran
- Tekke von Panar
- Tekke von Shen Tren (auch Vendi i Shenjtorit nach dem legendären Besuch von Sari Salltik)
- Tekke von Rabija

Kreis Vlora:
- Tekke von Shkoza, 1912

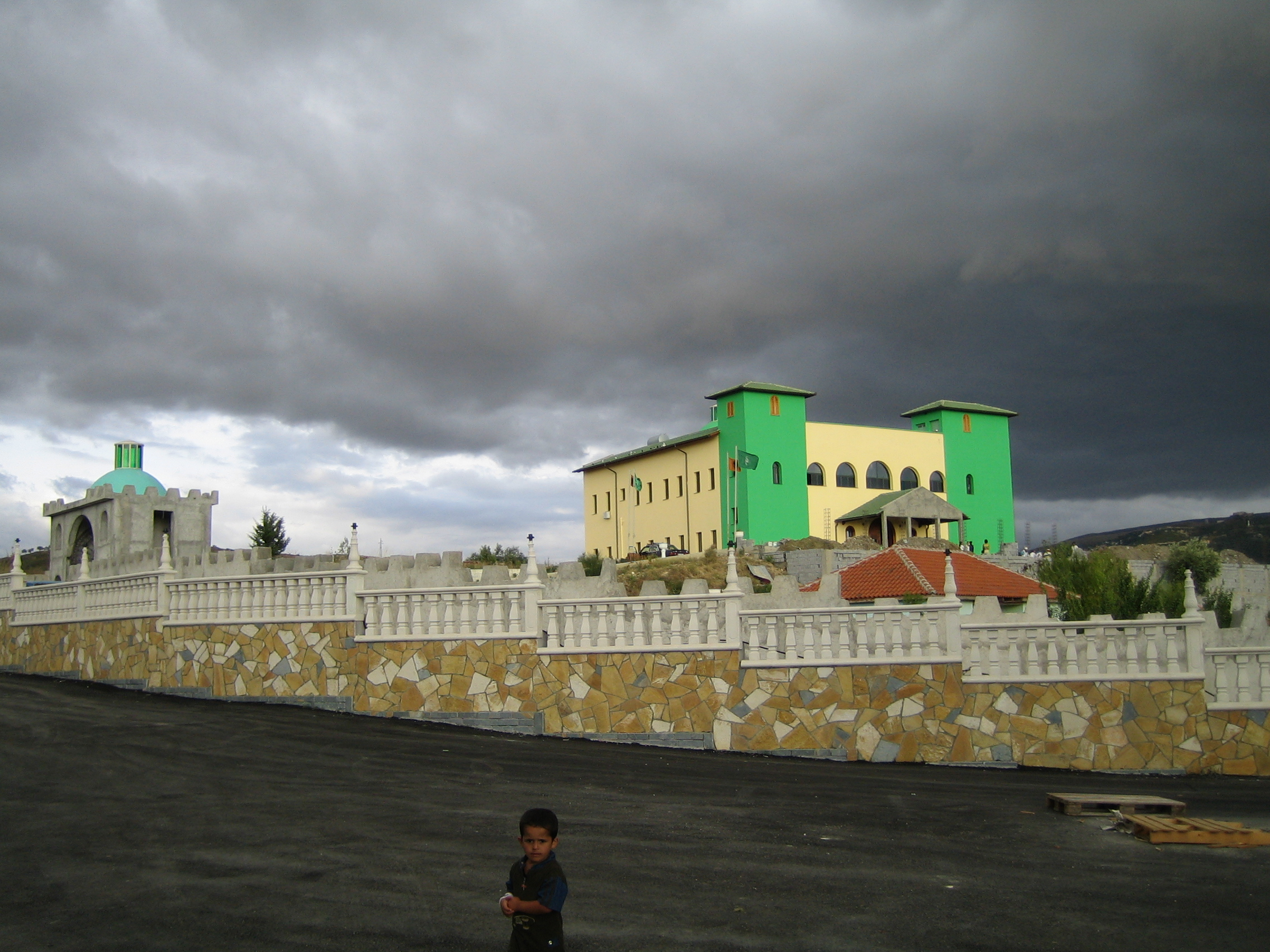
Tekke von Vlora

- Tekke von Kuzum Babai, Vlora, 1400, Ballëm Babai
- Tekke von Gjorm, 1912
- Tekke von Golombas, 1908
- Tekke von Gorisht, 1912
- Tekke von Kanina, 1411, Sinan Pasha
- Tekke von Smokthina, 1912
- Tekke von Mbyet, Fier, Baba Ali Horosani
- Tekke auf Karaburun

## Großvaterschaft Gjirokastra

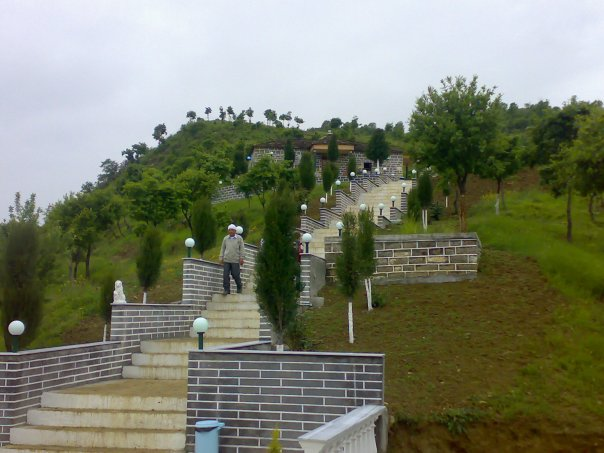
Tekke von Këlcyra

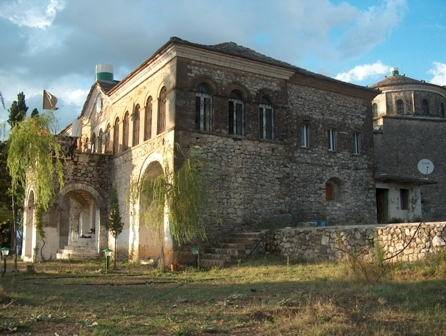
Tekke von Melan

- Tekke von Ali Postivan, Përmet, 1767, Baba Ali, 1903, Baba Abdulla
- Tekke von Bënça, Tepelena, 1912
- Tekke von Çorraj, Tepelena, 1912
- Tekke von Peqirefend, Delvina, 1770, Beqir Efendi
- Tekke von Dukaj, Tepelena, 1900
- Tekke von Frashër, Përmet, 1781, Nasibi Tahir Babai
- Tekke von Zall, Gjirokastra, 1600–1700, Asim Babai
- Tekke von Kodra (auch Tekke von Shtuf), Gjirokastra, 1800, Baba Hajdar Plaku
- Tekke des Baba Zeneli, Gjirokastra, 1790, Baba Zenel Gjoksi
- Tekke von Gllava, Tepelena, 1883, Baba Ismail
- Tekke von Këlcyra, Përmet, Hasan Dede
- Tekke von Kiçok, Përmet, 1890, Baba Kamberi
- Tekke von Komar, Tepelena, 1903, Islam Babai
- Tekke von Picar, Gjirokastra, Dervish Hasani
- Tekke von Kosina, Përmet, 1923
- Tekke von Koshtan, Tepelena, 1807 Baba Shememi Kruja
- Tekke von Kras, Tepelena, 1870, Hysen Babai, 1905, Hasan Babai
- Tekke von Maricaj, Tepelena, 1890, Baba Musa
- Tekke von Matohasanaj, Tepelena, 1878, Baba Salihu
- Tekke von Melan, Gjirokastra, 1870, Baba Aliu
- Tekke von Memaliaj, Tepelena, 1840, Hysen Babaj
- Tekke von Përmet, Përmet, 1861, Baba Aliu
- Tekke von Progonat, Tepelena, 1912
- Tekke von Rozec, Tepelena, 1912
- Tekke von Suka, Përmet, 1810, Baba Tahiri
- Tekke von Turan, Tepelena, 1900
- Tekke von Veliçot, Tepelena, 1826, Hysen Babai
- Tekke von Qesarat, Tepelena
- Tekke von Petran, Përmet
- Tekke von Rodenj, Përmet
- Tekke von Gostomicka, Përmet
- Tekke von Vllah Psilloter des Baba Bilo, Përmet
- Tekke von Bual, Përmet
- Tekke des Baba Zeneli, Përmet
- Tekke von Psar, Përmet
- Tekke von Kostrec, Përmet
- Tekke von Podgoran, Përmet
- Tekke von Zhepova, Përmet
- Tekke von Pacom, Përmet
- Tekke von Guman, Tepelena, 1903, Baba Hysen
- Besitz Mokrica (Vakëfi Mokricë), Riban, Përmet
- Tekke von Buba, Viertel Derven, Bubësi i sipërm, Përmet
- Tekke des Baba Xhaferi, Borsh, Saranda